# Metro Boomin
Leland Tyler Wayne (St. Louis, 16 de setembro de 1993), profissionalmente conhecido como Metro Boomin (também conhecido como Young Metro ou simplesmente Metro), é um produtor musical, beatmaker, compositor e DJ norte-americano. Embarcando em uma carreira de produção na década de 2010, é mais conhecido por suas colaborações bem-sucedidas com artistas de rap como Future, 21 Savage, Gucci Mane, Migos e Big Sean, entre outros. Em 2017, a Forbes o chamou de "facilmente um dos hitmakers mais requisitados do mundo".
Em 2016, Metro Boomin foi creditado com a produção de hits como "Jumpman" de Future e Drake, "Bad and Boujee" de Migos, "Low Life" de Future e The Weeknd, e a colaboração com "X", de 21 Savage, tirada do álbum Savage Mode de 2016. Em 2017, produziu singles gráficos como "Congratulations", de Post Malone com Quavo, "Tunnel Vision" de Kodak Black, "Bounce Back" de Big Sean, "Mask Off" de Future, "Bank Account" de 21 Savage, e "I Get the Bag" de Gucci Mane com Migos.

## Biografia
Leland Tyler Wayne nasceu no dia 16 de setembro de 1993, em St. Louis, Missouri, onde frequentou a Parkway North High School.

## Produção discográfica
| Título                                                          | Ano  | Posições do gráfico máximo | Posições do gráfico máximo | Posições do gráfico máximo | Posições do gráfico máximo | Posições do gráfico máximo | Posições do gráfico máximo | Posições do gráfico máximo | Posições do gráfico máximo | Certificações | Álbum                            |
| Título                                                          | Ano  | US                         | US R&B                     | US Rap                     | AUS                        | CAN                        | GER                        | NZ                         | UK                         | Certificações | Álbum                            |
| --------------------------------------------------------------- | ---- | -------------------------- | -------------------------- | -------------------------- | -------------------------- | -------------------------- | -------------------------- | -------------------------- | -------------------------- | --- | -------------------------------- |
| "Karate Chop" (Future featuring Lil Wayne)                      | 2013 | 82                         | 27                         | 23                         | —                          | —                          | —                          | —                          | —                          | | Honest                           |
| "Honest" (Future)                                               | 2013 | 55                         | 18                         | 15                         | —                          | —                          | —                          | —                          | —                          | - RIAA: Ouro | Honest                           |
| "I Won" (Future featuring Kanye West)                           | 2014 | 98                         | 26                         | 17                         | —                          | —                          | —                          | —                          | 169                        | - RIAA: Ouro | Honest                           |
| "Tuesday" (ILoveMakonnen featuring Drake)                       | 2014 | 12                         | 2                          | —                          | —                          | 58                         | —                          | —                          | 165                        | - RIAA: Platina | ILoveMakonnen                    |
| "3500" (Travis Scott featuring Future and 2 Chainz)             | 2015 | 82                         | 25                         | 16                         | —                          | —                          | —                          | —                          | —                          | - RIAA: Ouro | Rodeo                            |
| "Where Ya At" (Future featuring Drake)                          | 2015 | 28                         | 13                         | 11                         | —                          | 62                         | —                          | —                          | —                          | - RIAA: 3x Platina - MC: Ouro | DS2                              |
| "Jumpman" (Drake and Future)                                    | 2015 | 12                         | 3                          | 2                          | 47                         | 44                         | —                          | —                          | 58                         | - RIAA: 4x Platina - ARIA: Ouro - MC: Ouro - BPI: Ouro - RMNZ: Platina | What a Time to Be Alive          |
| "Father Stretch My Hands Pt. 1" (Kanye West featuring Kid Cudi) | 2016 | 37                         | 14                         | 9                          | —                          | 51                         | —                          | —                          | 54                         | | The Life of Pablo                |
| "Low Life" (Future featuring The Weeknd)                        | 2016 | 18                         | 8                          | 5                          | 96                         | 25                         | —                          | 30                         | —                          | - RIAA: 3x Platina - ARIA: Ouro - BPI: Platina - MC: 2x Platina - RMNZ: Ouro | EVOL                             |
| "Wicked" (Future)                                               | 2016 | 41                         | 13                         | 8                          | 93                         | —                          | —                          | —                          | 107                        | - RIAA: Platina | EVOL                             |
| "You Was Right" (Lil Uzi Vert)                                  | 2016 | 42                         | 27                         | 22                         | —                          | —                          | —                          | —                          | —                          | - RIAA: Platina | Lil Uzi Vert vs. the World       |
| "X" (with 21 Savage featuring Future)                           | 2016 | 36                         | 18                         | 13                         | —                          | 66                         | —                          | —                          | —                          | - RIAA: 2x Platina | Savage Mode                      |
| "No Heart" (with 21 Savage)                                     | 2016 | 43                         | 31                         | 24                         | —                          | 90                         | —                          | —                          | —                          | - RIAA: 2x Platina | Savage Mode                      |
| "Bad and Boujee" (Migos featuring Lil Uzi Vert)                 | 2016 | 1                          | 1                          | 1                          | 34                         | 5                          | 65                         | 17                         | 30                         | - RIAA: 4x Platinum - ARIA: Platina - BPI: Silver - RMNZ: Ouro | Culture                          |
| "Bounce Back" (Big Sean)                                        | 2016 | 6                          | 8                          | 6                          | 52                         | 28                         | —                          | 28                         | 67                         | - RIAA: 2x Platina - ARIA: Ouro | I Decided                        |
| "Both" (Gucci Mane featuring Drake)                             | 2017 | 41                         | 16                         | 11                         | —                          | 43                         | —                          | —                          | —                          | - RIAA: Platina | The Return of East Atlanta Santa |
| "Congratulations" (Post Malone featuring Quavo)                 | 2017 | 8                          | 5                          | 3                          | 30                         | 14                         | 88                         | 21                         | 28                         | - RIAA: 5x Platina - ARIA: 2x Platina - BPI: Silver - FIMI: Ouro - GLF: Platina - IFPI (DEN): Ouro - MC: 3x Platina - RMNZ: Platina                                                     | Stoney                           |
| "Tunnel Vision" (Kodak Black)                                   | 2017 | 6                          | 4                          | 2                          | —                          | 17                         | —                          | —                          | —                          | - RIAA: 2x Platina | Painting Pictures                |
| "Mask Off" (Future)                                             | 2017 | 5                          | 3                          | 2                          | 13                         | 5                          | 12                         | 6                          | 22                         | - RIAA: 4x Platina - ARIA: 2x Platina - BEA: Platina - BPI: Ouro - BVMI: Ouro - GLF: 3x Platina - IFPI (DEN): Ouro - IFPI (SWI): Ouro - MC: 3x Platina - RMNZ: Platina - SNEP: Diamante | Future                           |
| "No Complaints" (featuring Offset and Drake)                    | 2017 | 71                         | 31                         | 22                         | —                          | 51                         | —                          | —                          | —                          | | ASA                              |
| "Bank Account" (21 Savage)                                      | 2017 | 12                         | 5                          | 4                          | 62                         | 16                         | —                          | 39                         | 41                         | - RIAA: Platina | Issa Album                       |
| "I Get the Bag" (Gucci Mane featuring Migos)                    | 2017 | 11                         | 5                          | 5                          | —                          | 28                         | —                          | —                          | —                          | | Mr. Davis                        |
|                                                                 |      |                            |                            |                            |                            |                            |                            |                            |                            | |                                  |
| "Too Many Nights(feat. Don Toliver & with Future"               | 2022 | -                          | -                          | -                          | -                          | -                          | -                          | -                          |                            | | " Heroes & Villains "            |
| " Creepin’ (With The Weekend & 21 Savage) "                     | 2022 | -                          | -                          | -                          | -                          | -                          | -                          | -                          |                            | | " Heroes & Villains "            |
| " Superhero (Heroes & Villains) (with Future & Chris Brown ) "  | 2022 | -                          | -                          | -                          | -                          | -                          | -                          | -                          |                            | | " Heroes & Villains "            |

## Prémios e nomeações
| Ano  | Prémios                      | Trabalho nomeado | Categoria       | Resultado |
| ---- | ---------------------------- | ---------------- | --------------- | --------- |
| 2016 | BMI R&B/Hip-Hop Awards 1. 2. | Ele próprio      | Produtor do Ano | Venceu    |
| 2016 | BET Hip Hop Awards           | Ele próprio      | Produtor do Ano | Venceu    |
| 2017 | BMI R&B/Hip-Hop Awards       | Ele próprio      | Produtor do Ano | Venceu    |
| 2017 | BET Hip Hop Awards           | Ele próprio      | Produtor do Ano | Venceu    |